# Соловьёв, Владимир Леонидович
Владимир Леонидович Соловьёв (3 марта 1956 год, Бабаево) — заслуженный работник физической культуры Российской Федерации, почётный гражданин Бабаевского муниципального района, мастер спорта СССР, судья Всероссийской категории, судья Международной категории, заслуженный тренер России.

## Биография
Владимир Соловьёв родился 3 марта 1956 года в городе Бабаево. В 1974 году закончил обучение в ПТУ № 60 в Санкт-Петербурге. После окончания обучения возвратился в город Бабаево. Владимир Соловьёв выступал на всесоюзных соревнованиях, которые проводились по гиревому спорту. Тренировки проходили без тренера, спортсмен предпочёл самостоятельное обучение. В 1988 году стал мастером спорта СССР, становился чемпионом области. Активно способствовал развитию гиревого спорта. Был инициатором первого в области отделения ДЮСШ по гиревому спорту, которое в 1992 году получило статус специализированного. Среди его воспитанников были такие спортсмены, как Николай Грищук, Дмитрий Костылов, Василий Зайцев. Он подготовил многих мастеров спорта международного класса, победителей чемпионатов мира и России. Дмитрий Соловьёв — сын Владимира Соловьёва — стал мастером спорта России и чемпионом России среди юниоров. В 1993 году Николай Грищук и Василий Зайцев стали чемпионами России под руководством Владимира Соловьёва. В Лицепце Грищук смог завоевать 2 место на чемпионате мира по гиревому спорту, стать лучшим спортсменом области.
В 1992 и 1993 годах был признан лучшим тренером Вологодской области. В 1993 году стал судьёй республиканской категории по гиревому спорту, а в 1995 году — судьёй международной категории по этому виду спорта.
В 1996 году Владимир Соловьёв получил почётный знак Госкомспорта России «За заслуги в развитии физической культуры и спорта». В 2003 году стал «Заслуженным работником физической культуры и спорта».
В 2004 году — старший тренер сборной России по гиревому спорту.
И был занесён в Книгу Славы Вологодской области. Звание заслуженного тренера России, как и почётного гражданина Бабаевского муниципального района, Владимир Соловьёв получил в 2007 году.